# U 47 (Kriegsmarine)

Route van de U 47 bij Scapa Flow

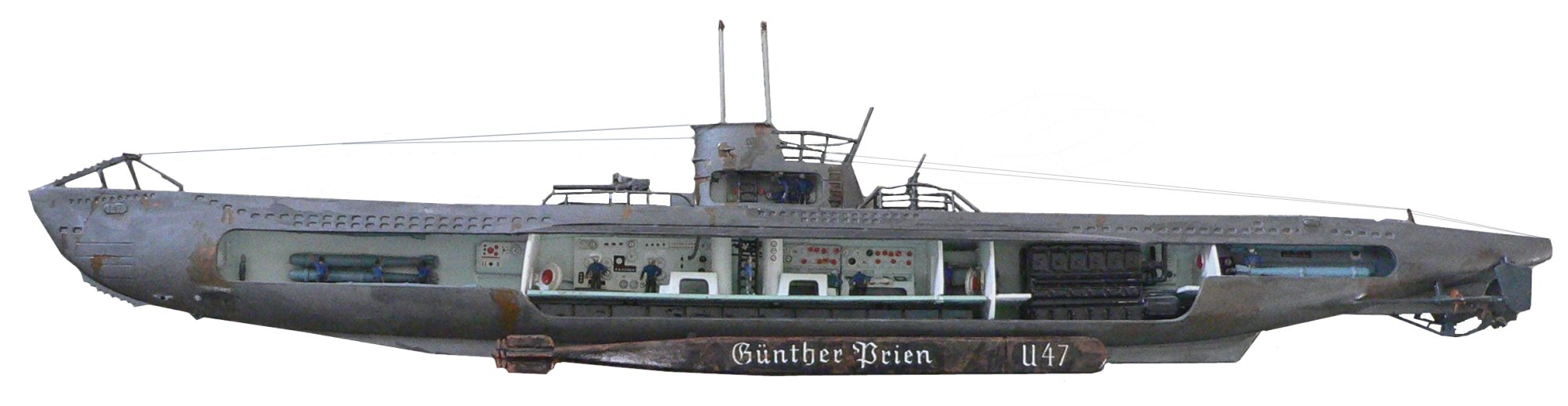
Schaalmodel van de U 47

De U 47 was een Duitse U-boot van het type VIIB, die het Britse slagschip HMS Royal Oak tot zinken bracht.
De kiel werd gelegd op 25 februari 1937 op de Krupp Germaniawerf in Kiel. Op 17 december 1938 werd de U 47 in dienst gesteld

## Aanval Scapa Flow
Op 14 oktober 1939 bracht kapitein Günther Prien de Britse oorlogsvloot een gevoelige slag toe toen hij met de U 47 de Britse marinebasis Scapa Flow (Orkneyeilanden) binnensloop en het slagschip HMS Royal Oak met enkele torpedo's in de grond boorde. De toegangen tot Scapa Flow waren versperd met zeemijnen, netten en blokschepen. Een Duits vliegtuig had in september goede luchtfoto’s kunnen maken van de versperringen en de onderzeeboot U 14 had gegevens verzameld over de bewaking, verlichting en getijden. Op 8 oktober verliet de U 47 de haven en kwam in de avond van 12 oktober bij Scapa Flow aan. Tegen de avond op 13 oktober kwam de U 47 naar boven en voer op het doel af. Eerst koerste Prien op de verkeerde ingang af, maar hij zag zijn fout en corrigeerde de koers en nam de Kirk Sont. Prien zag aanvankelijk weinig schepen, de Britse marine had op 12 september een deel van de vloot naar een nieuwe geheime locatie gebracht in het noordwesten van Schotland. Hij verlegde de koers naar het noorden en kreeg twee schepen in het zicht, de HMS Royal Oak en de HMS Pegasus, een oud vliegtuigmoederschip. Hij besloot beide vaartuigen aan te vallen. Hij lanceerde twee torpedo’s, waarvan een de HMS Royal Oak raakte. Er was een explosie die een deel van de bemanning wekte, maar er werd nauwelijks schade geconstateerd, alleen de ankerketting was gebroken, en de bemanning ging terug naar de kooien. Om kwart over een deed Prien een tweede aanval, van de drie gelanceerde torpedo’s troffen twee de HMS Royal Oak die fataal werd geraakt. Om 1:29 kapseisde die en zonk. Daarbij kwamen 24 officieren en 809 bemanningsleden om. Prien besloot geen verdere aanvallen te doen en vertrok. Op 23 oktober 1939 keerde de U 47 in Kiel terug.

## Andere activiteiten
Later bracht de U 47 het cruiseschip Arandora Star tot zinken omdat het was aangezien voor een bewapend koopvaardijschip. De U 47 voer tien oorlogspatrouilles, en bracht daarbij dertig koopvaardijschepen tot zinken en beschadigde nog acht schepen.
Op 29 oktober 1940 verkende Prien weer een konvooi, HX79, op weg naar Engeland. Hij riep vier anderen boten op om bij die aanval behulpzaam te zijn: U 38, U 46, U 48 en U 100. In die nacht brachten ze gezamenlijk 14 schepen tot zinken, stuitten onmiddellijk daarop weer op een konvooi en brachten nog eens zeven schepen tot zinken. Dit geteld bij de 17 schepen die in de voorgaande nacht door een andere "wolfsbende" tot zinken gebracht waren, was het totaal in twee dagen 38 schepen met in totaal 325.000 ton scheepsruimte.
Prien was nu van alle U-bootcommandanten de man die de meeste successen geboekt had. Aangezien hij de eerste was die in totaal 100.000 ton scheepsruimte tot zinken had gebracht, werd hij onderscheiden met Eikenloof bij het Ridderkruis.

## Vermist
Het lot van de U 47 en de bemanning van 45 koppen is onbekend. De U 47 wordt sinds 7 maart 1941 vermist en is vermoedelijk bij Rockall Banks in de Atlantische Oceaan verloren gegaan. Aanvankelijk werd gedacht dat ze tot zinken was gebracht door de Britse torpedobootjager HMS Wolverine, maar later bleek dat dit een andere U-boot betrof. Ook de beide Britse korvetten HMS Camelia en HMS Arbutus claimden de U 47 tot zinken te hebben gebracht. Daarnaast blijft nog de mogelijkheid over dat de U 47 is gezonken als gevolg van een defect aan een van de eigen torpedo's.

## Naslagwerk
- (de)  Prien gegen Scapa Flow. Tatsachen, Geheimnisse, Legenden. Auteur: Alexandre Korganoff. Uitgever: Motorbuch-Verlag, Stuttgart 1989, ISBN 3-87943-497-2.